# Dirk Niebel

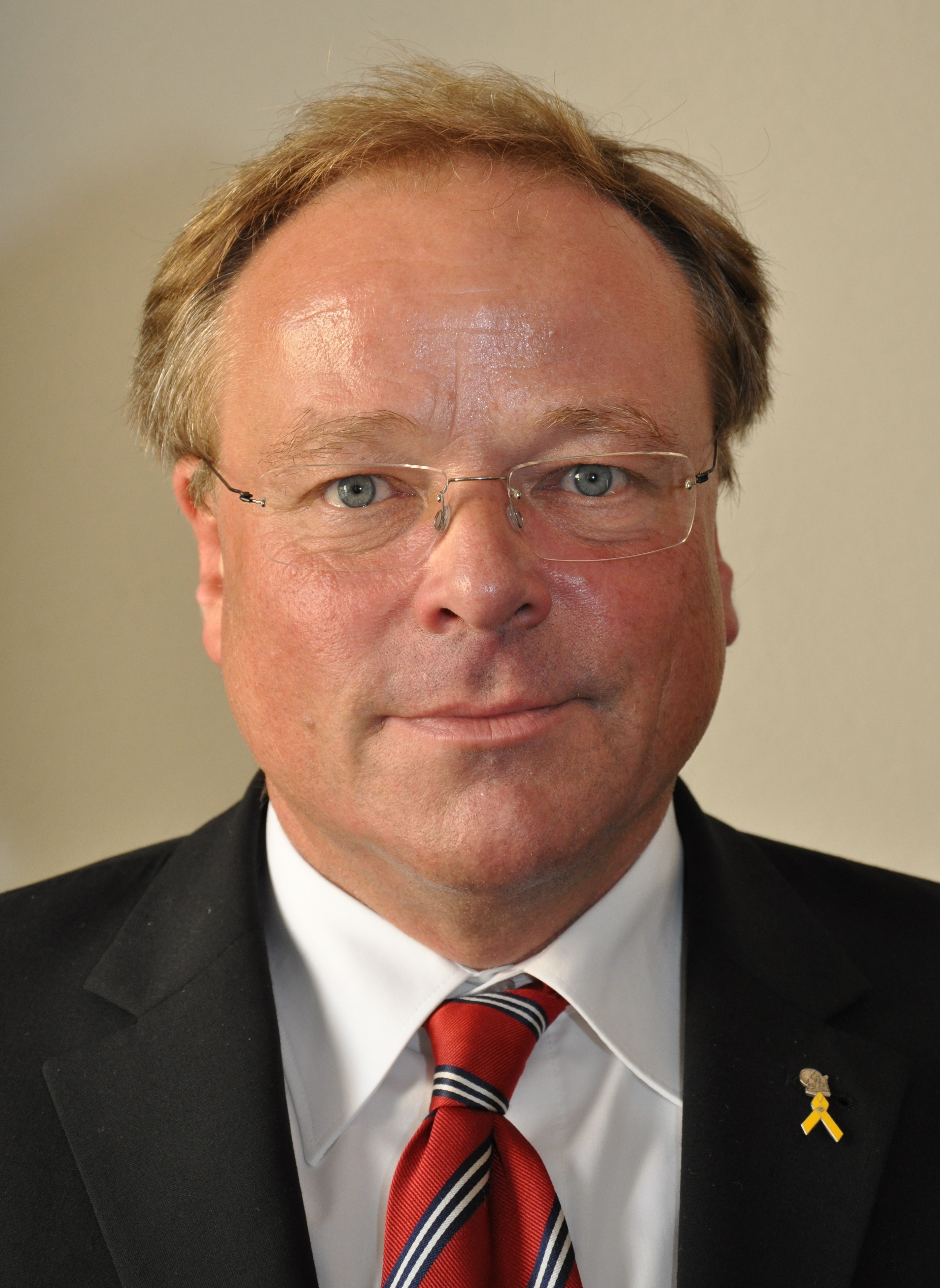
Dirk Niebel (2011)

Dirk-Ekkehard Niebel (* 29. März 1963 in Hamburg) ist ein ehemaliger deutscher Politiker (FDP). Er war von 2005 bis 2009 Generalsekretär der FDP. Vom 28. Oktober 2009 bis zum 17. Dezember 2013 war er Bundesminister für wirtschaftliche Zusammenarbeit und Entwicklung im Kabinett Merkel II. Seit 2015 ist er beim Rüstungs- und Automobilzulieferunternehmen Rheinmetall als Berater tätig.

## Werdegang

### Jugend
Dirk Niebel wuchs als Sohn einer studierten Lehrerin der Hauswirtschaft in gutbürgerlichen Verhältnissen im Hamburger Stadtteil Blankenese auf. Der Vater, Armin Niebel (1926–2013), war ein promovierter Wirtschaftswissenschaftler und ehemaliger Rugby-Nationalspieler. Nach der Trennung der Eltern wuchs Niebel mit zwei Schwestern bei der Mutter auf. Nach dem Erwerb der Mittleren Reife an der Realschule Dockenhuden und anschließender Fachhochschulreife 1983 an einem Fachgymnasium in Hamburg-Bahrenfeld lebte Niebel ein Jahr lang als freiwilliger Helfer in einem Kibbuz in Israel. Dort arbeitete er in der Landwirtschaft und in der Fischzucht. Bereits während der Schulzeit 1982 hatte er seine Ferien in dem israelischen Kibbuz Kfar Giladi in der Nähe der libanesischen Grenze verbracht.

### Studium und Beruf
Von 1984 bis 1991 diente Niebel als Soldat auf Zeit. Er absolvierte 1986 den Unteroffizierslehrgang und anschließend an der Schule für Feldjäger und Stabsdienst der Bundeswehr in Sonthofen einen Stabsdienst-Lehrgang. Beim Feldwebellehrgang für Fallschirmjäger an der Luftlande- und Lufttransportschule in Altenstadt schloss er 1988 als Jahrgangsbester ab. Zuletzt war er Zugführer eines Aufklärungs- und Erkundungszuges bei den Fallschirmjägern der Luftlandebrigade 25 „Schwarzwald“ in Calw. Er wurde als Oberfeldwebel aus dem aktiven Dienst entlassen und nach mehreren Wehrübungen (u. a. beim Standortkommando Berlin) 2008 zum Hauptmann der Reserve befördert. Seit 2004 ist er bei der Division Spezielle Operationen in Regensburg mob-beordert und als Verbindungsoffizier zur Luftlandebrigade 26 in Saarlouis eingesetzt.
Ab 1990 studierte er Verwaltungswesen am Fachbereich Arbeitsverwaltung der Fachhochschule des Bundes für öffentliche Verwaltung und schloss 1993 als Diplom-Verwaltungswirt (FH) ab. Von 1993 bis 1998 war er als Arbeitsvermittler im gehobenen Dienst in einer Geschäftsstelle des Arbeitsamtes Heidelberg in Sinsheim tätig. Zuletzt hatte er die Amtsbezeichnung eines Verwaltungsoberinspektors inne.

### Partei
Als Schüler wurde Niebel 1977 Mitglied der Jungen Union und 1979 auch der CDU, die er beide 1981 wieder verließ. 1990 trat er in die FDP/DVP ein und war Gründungsmitglied des Kreisverbands Heidelberg der Jungen Liberalen. Seit 2003 gehört Niebel dem Bundesvorstand der FDP und dem Kuratorium der Friedrich-Naumann-Stiftung an. Am 5. Mai 2005 wählte ihn der Bundesparteitag auf Vorschlag von Guido Westerwelle mit 92,4 % der Stimmen zum Generalsekretär der FDP.
Niebel trat insbesondere für eine radikale Reform der Bundesagentur für Arbeit ein. Nach seinen Vorstellungen sollte die Bundesagentur nur noch für die Verwaltung und Auszahlung der Versicherungsleistungen der Arbeitslosenversicherung zuständig sein.
Niebel wurde im Januar 2011 als Nachfolger von Hans Freudenberg zum Bezirksvorsitzenden der FDP Kurpfalz gewählt und trat im Januar 2014 von diesem Amt zurück. Seine Nachfolgerin in diesem Amt wurde Birgit Reinemund.
Niebel wurde auf dem 62. FDP-Bundesparteitag im April 2011 als Beisitzer in das Präsidium der FDP gewählt. Auf dem 64. FDP-Bundesparteitag am 9. und 10. März 2013 wurde Niebel nicht wiedergewählt. Sein Nachfolger im Amt des Beisitzers wurde Wolfgang Kubicki.

### Abgeordneter

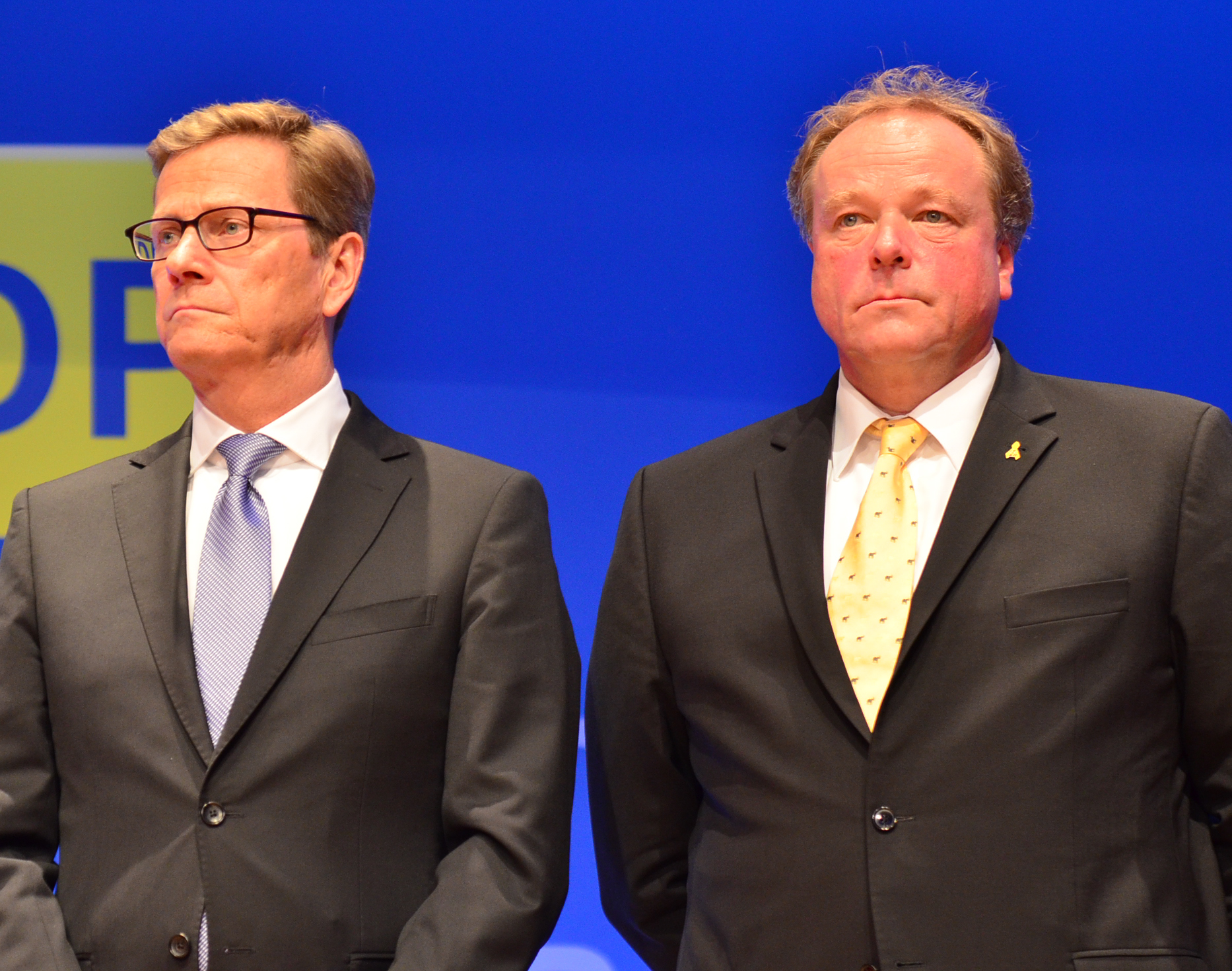
Guido Westerwelle (l.) und Dirk Niebel (r.) bei der Wahlparty der FDP im Berliner Congress Center zur Bundestagswahl 2013.

Von 2004 bis 2005 gehörte er dem Gemeinderat von Heidelberg an. Von 1998 bis 2013 war er Mitglied des Deutschen Bundestages. Hier war er von 2002 bis 2005 Vorsitzender der Landesgruppe Baden-Württemberg in der FDP-Bundestagsfraktion und von 1998 bis 2009 Fraktionssprecher für Arbeitsmarktpolitik. Dirk Niebel war stets über die Landesliste Baden-Württemberg in den Bundestag eingezogen. Bei der Bundestagswahl 2013 führte er die Landesliste der FDP Baden-Württemberg als Spitzenkandidat an. Durch das Scheitern seiner Partei an der Fünf-Prozent-Hürde war er im 18. Bundestag nicht mehr vertreten.

### Bundesminister
Niebel übernahm am 28. Oktober 2009 das Bundesministerium für wirtschaftliche Zusammenarbeit und Entwicklung im Kabinett Merkel II. Während des Wahlkampfes hatte Niebel als FDP-Generalsekretär gemäß dem Wahlprogramm der FDP dafür plädiert, das Ministerium abzuschaffen und die Aufgaben in das Außenministerium einzugliedern. In seiner Schwerpunktsetzung als Minister unterschied sich Niebel von seiner Vorgängerin Heidemarie Wieczorek-Zeul, die deutliche Akzente auf die multilaterale Entwicklungszusammenarbeit gelegt hatte, durch eine stärkere Betonung des Aspekts der wirtschaftlichen Zusammenarbeit, der Wirkungsorientierung und der Einbindung der Privatwirtschaft.
Direkt nach Amtsantritt kündigte Niebel an, die deutsche Entwicklungshilfe für die Volksrepublik China mit der Beendigung der laufenden Programme auslaufen lassen zu wollen, da das Land nun selbst wirtschaftlich stark sei. Neue Förderzusagen wurden nicht mehr gemacht, völkerrechtlich verbindliche Altvorhaben jedoch zu Ende geführt.
Als Bundesminister für wirtschaftliche Zusammenarbeit und Entwicklung war Niebel Gegner der 2007 vom ecuadorianischen Präsidenten Rafael Correa angestoßenen Initiative, auf Ölbohrungen im geschützten Nationalpark Yasuní zu verzichten, wenn die internationale Gemeinschaft für die Hälfte der entgangenen Gewinne aufkomme. Obwohl sich der Bundestag für die Idee aussprach, scheiterte sie letztendlich.
Unter Niebel fusionierten mit Wirkung zum 1. Januar 2011 die Deutsche Gesellschaft für Technische Zusammenarbeit (GTZ), der Deutsche Entwicklungsdienst (DED) und die Weiterbildungsgesellschaft InWEnt zur Deutschen Gesellschaft für Internationale Zusammenarbeit GmbH (GIZ). Die neue 19.000 Mitarbeiter starke Organisation sollte 700 normale Planstellen weniger, dafür jedoch zwei Geschäftsführer mehr haben als die Einzelorganisationen zuvor.
Der Stellenplan des Bundes wurde dadurch netto um 300 Stellen entlastet, obwohl die Zahl der Stellen im Ministerium selbst erhöht wurde. Die zusätzlichen Stellen im BMZ, die auch der Außenstruktur in den Kooperationsländern zugutekommen, sollten die politische Steuerungsfähigkeit gegenüber den Durchführungsorganisationen stärken. Die Fusion zur GIZ wurde auch von der Opposition als Erfolg gewertet.
Im November 2012 eröffnete Niebel das unabhängige Deutsche Evaluierungsinstitut der Entwicklungszusammenarbeit (DEval). Das Evaluierungsinstitut ist in Bonn angesiedelt, hatte zu der Zeit 38 Planstellen und wurde zunächst von Helmut Asche geleitet. Die Gründung des Instituts war Teil der Strukturreform der deutschen Entwicklungszusammenarbeit, zu der auch die Gründung der Engagement Global gGmbH zählte. Bereits im Januar 2012 hatte das BMZ unter der Leitung Dirk Niebels mit der Engagement Global gGmbH eine einheitliche Anlaufstelle für entwicklungsförderliches Engagement geschaffen.

## Kontroversen
Niebels Berufung und Amtsführung wurden wiederholt aus Kreisen der Entwicklungshilfe kritisiert. Er agiere zu wenig im Sinne der Entwicklung der Dritte-Welt-Länder, sondern vor allem im Sinne deutscher Wirtschaftsunternehmen.

### Personalpolitik
Der Verfassungsrechtler Hans Herbert von Arnim und der SPD-Bundestagsabgeordnete Sascha Raabe warfen Niebel in Report München vor, im Entwicklungsministerium Vetternwirtschaft bzw. Ämterpatronage für Parteifreunde zu betreiben. Nach der Besetzung der Leitung der Engagement Global gGmbH mit der ehemaligen Oberbürgermeisterin der Stadt Ettlingen, Gabriela Büssemaker, wurde Niebel von Raabe wegen des Verdachts der Untreue angezeigt. Die Staatsanwaltschaft Berlin erklärte die Vorwürfe gegen Niebel für haltlos und entschied, kein Ermittlungsverfahren zu eröffnen. Im März 2013 kritisierte der Bundesrechnungshof allerdings die Besoldungseinstufung Büssemakers als „deutlich überwertet“ und die Personalpolitik der von ihr geführten gGmbH grundsätzlich als „nicht wirtschaftlich“.
Im Mai 2013 wurde Niebel erneut wegen seiner Personalpolitik kritisiert. So soll er laut dem Fernsehmagazin Monitor seit seinem Amtsantritt mehr als 40 FDP-Mitglieder und -Mitarbeiter eingestellt haben. Der Vorsitzende des Verbandes der Bediensteten der obersten Bundesbehörden (VBOB), Hartwig Schmitt-Königsberg, sprach von einem „beispiellosen Vorgang“.

### Tätigkeit in der Rüstungsindustrie
Die Ankündigung, Niebel werde ab 2015 als Berater des Vorstands der Rheinmetall AG tätig werden, wurde öffentlich kritisiert. Es sei nicht auszuschließen, dass es sich bei dem Job um eine Belohnung für sein früheres Abstimmungsverhalten im Bundessicherheitsrat
handle. Nach Angaben von Rheinmetall bestand keine geschäftliche Verbindung zu Niebel vor dessen Ausscheiden aus der Bundesregierung. Auf Anfrage der Linken listete die Bundesregierung sämtliche Waffenlieferungen seit 2002 auf. Daraus ging hervor, dass der Bundessicherheitsrat während Niebels Amtszeit keine Exportgenehmigung für Waffen der Rheinmetall AG erteilt hatte.

### Sonstiges
Im Mai 2012 wurde ein von Niebel in Afghanistan gekaufter Teppich im Dienstflugzeug des Präsidenten des Bundesnachrichtendienstes nach Deutschland eingeführt. Eine Deklaration folgte beim Zoll erst, nachdem Der Spiegel in der Sache recherchiert hatte. Die Opposition, aber auch Bundeskanzlerin Merkel kritisierten Niebels Verhalten. Niebel berief sich darauf, dass Teppiche aus Least Developed Countries wie Afghanistan nicht zollpflichtig seien, bedauerte aber den Fehler. Die angefallene Einfuhrumsatzsteuer werde er nachentrichten. Die Staatsanwaltschaft sah keine Anzeichen für strafrechtlich relevantes Verhalten.
Im Mai 2017 sorgte Niebel mit einem Post auf Facebook für Irritationen, der das Bild eines Fallschirmjägers mit dem Spruch „Klagt nicht, kämpft“ in Fraktur zeigte; der abgebildete Soldat trägt einen Helm, der in der Wehrmacht bei den Fallschirmjägern in Gebrauch war; nach Gründung der Bundeswehr hat man sich explizit gegen solche Helme entschieden. Das Bild und der Spruch sind spätestens seit den 1990er Jahren in der Bundeswehr wiederholt Gegenstand von Auseinandersetzungen gewesen und finden sich auch in der rechten Szene. Die FDP distanzierte sich. Niebel teilte auf Anfrage der dpa mit, er werde sich dazu nicht äußern.

## Ehrenamt
Von 1993 bis 1996 war er ehrenamtlicher Richter am Landgericht Heidelberg. Im Jahr 1996 wurde er dann ehrenamtlicher Beisitzer des Ausschusses für Kriegsdienstverweigerung beim Kreiswehrersatzamt Karlsruhe. Darüber hinaus war er von 1999 bis 2004 Mitglied des Kuratoriums des Max-Planck-Institut für Kernphysik. Seit 2000 ist er Vorstandsmitglied der Deutschen Atlantischen Gesellschaft. Von 2003 bis 2009 war er Mitglied des Kuratoriums der Friedrich-Naumann-Stiftung für die Freiheit und von 2000 bis 2010 Vizepräsident der Deutsch-Israelischen Gesellschaft. Seit 2009 ist er Schirmherr des Deutschen Rugby-Verbandes (DRV).

## Privates
Niebel ist verheiratet und hat drei Söhne (* 1993, * 1995 und * 2000).

## Ehrungen und Auszeichnungen
- Ehrenbürger von Municipalidad Provincial Tocache, Peru (2011)
- Ehrenbürger von Santa Cruz del Quiché, Guatemala (2011)
- Ehrenmitglied der Deutsch-Costaricanischen Industrie- und Handelskammer (2012)
- Großer Polarsternorden der Mongolei für Verdienste um die deutsch-mongolischen Beziehungen (2012)[56]
- Ehrendoktorwürde der Universität Vlora, Albanien (2016)[57]